# Улица Пилдас
Улица Пи́лдас (латыш. Pildas iela) — улица в Латгальском предместье города Риги, в историческом районе Дарзциемс. Начинается от перекрёстка с улицами Вестиенас и Кайбалас, проходит в восточном направлении и заканчивается перекрёстком с улицами Страуту и Илукстес.
Преобладает малоэтажная частная застройка; в первой половине улицы также немало зданий производственного и коммерческого назначения.
Улица Пилдас упоминается с 1932 года под своим нынешним названием, которое никогда не изменялось. Оно происходит от названия волостного центра Пилда в Лудзенском крае.

## Транспорт
Общая длина улицы составляет 1801 метр. На всём протяжении имеет асфальтовое покрытие. Движение двусторонее. На участке от начала улицы до перекрёстка с улицей Дарзциема проходят автобусы маршрутов № 13 и 20.
В рамках строительства железнодорожной линии Rail Baltica планируется сооружение автомобильного тоннеля, соединяющего улицу Пилдас с улицей Резнас в Московском форштадте.

## Прилегающие улицы
Улица Пилдас пересекается со следующими улицами:
- Улица Вестиенас
- Улица Кайбалас
- Улица Пиедруяс
- Улица Ницгалес
- Улица Дарзциема
- Улица Баркавас
- Улица Крауклю
- Улица Истрас
- Улица Звартавас
- Улица Страуту
- Улица Илукстес